# Karyogamie
Als Karyogamie bezeichnet man das Verschmelzen zweier verschiedengeschlechtlicher Zellkerne (d. h. Vorkerne) zum Zygotenkern während der Befruchtung. Dabei kommt es zur Vereinigung der beiden Chromosomenbestände.
Bei einigen Pilzen gibt es Besonderheiten: Bei den Schlauch- und Ständerpilzen kommt es nach der Plasmogamie zunächst noch nicht zur Karyogamie, sondern es entwickelt sich ein dikaryotisches Myzel (bei Schlauchpilzen eine dikaryotische Hyphe), in dem jede Zelle zwei Kerne besitzt; zur Karyogamie kommt es meist erst bei der Fruchtkörperreife in den Asci bzw. Basidien.